# Bill Garner
William Garner, detto Bill (East St. Louis, 17 giugno 1940), è un ex cestista statunitense, professionista nella ABL e nella ABA.

## Carriera
Venne selezionato dai Los Angeles Lakers all'ottavo giro del Draft NBA 1962 (68ª scelta assoluta).